# Mälsåker

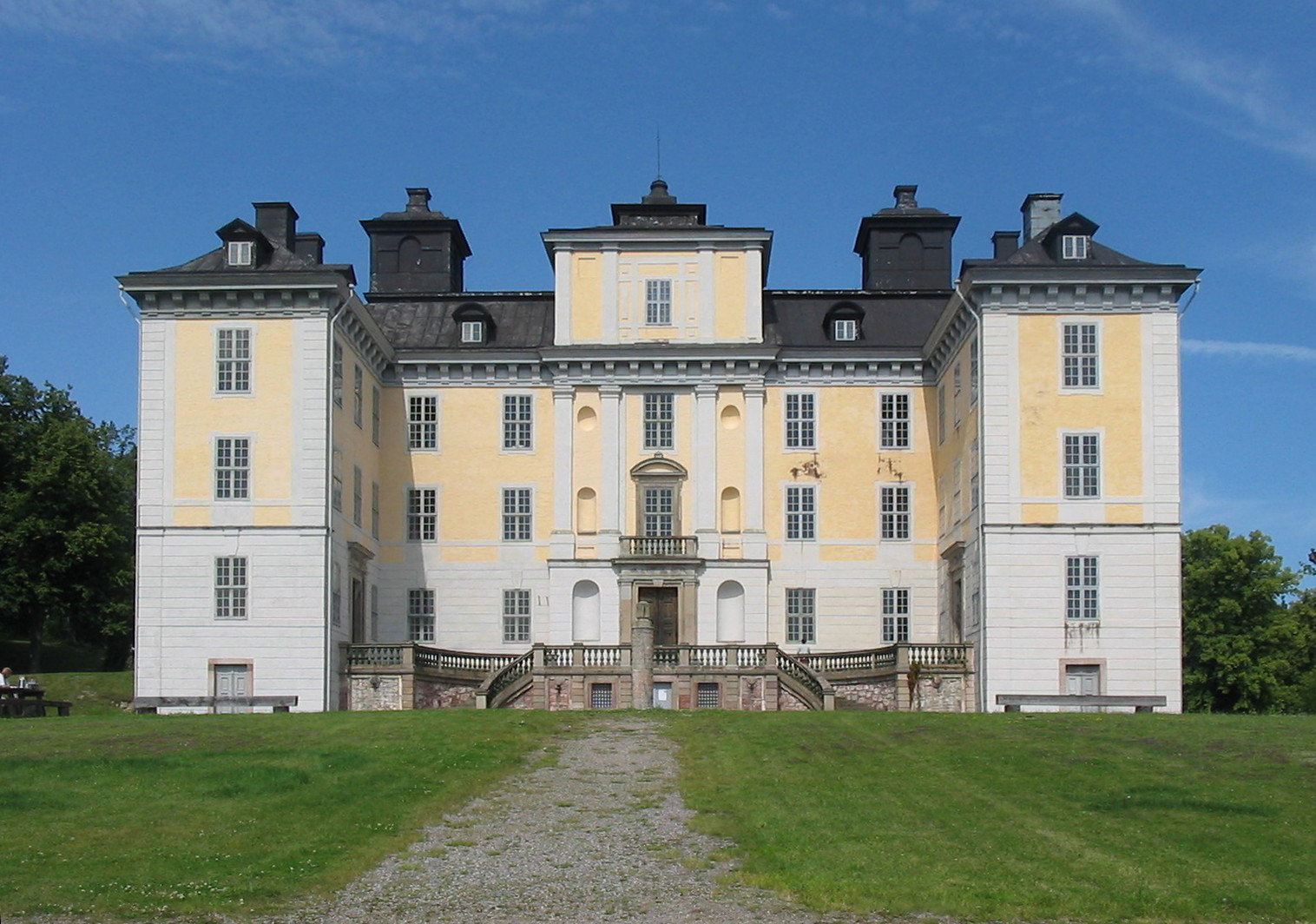
Mälsåkers slott

För äppelsorten vid namn Mälsåker, se Mälsåker (äpple)
Mälsåker, även kallat Mälsåkers slott, är ett slott i Strängnäs kommun i Södermanland.
Mälsåkers gods ligger i Ytterselö socken på Selaön, 12 kilometer norr om Mariefred och ca 5,5 kilometer nordost om Stallarholmen. Godset har en slottspark vid Björkfjärden (Mälaren). Slottet har haft många olika ägare. Sommartid är det öppet för konserter och visningar.

## Historia
Namnet Mälsåker är belagt från 1400-talet, när marken kring slottet var en sätesgård i Mälaren. Genom gifte kom godset i början av 1600-talet från släkten Kagg till släkten Soop. Slottet byggdes mellan 1672 och 1679 av Gustaf Soop, efter ritningar av Nicodemus Tessin d.ä. I början av 1700-talet tillföll det släkten Gyllenstierna, som uppförde hörnflyglarna och trappbyggnaden. Därefter tillhörde det den grevliga ätten Wachtmeister af Mälsåker. 
Genom Eleonora Margareta Wachtmeisters äktenskap med greve Hans von Fersen kom det till deras son, riksrådet greve Axel von Fersen d.ä. Sin glansperiod hade Mälsåker under släkten von Fersens ägartid, då slottet fick den prakt och ståt, som hörde till ett högaristokratiskt gods. Det hade då en dyrbar porträttsamling, magnifika gobelänger samt en mängd dyrbara möbler. 
År 1853 spelades det bort av Louise von Fersen (1816–1879) och Karl August Gyldenstolpe till ämbetsmannen Fredrik Åkerman. Efter dennes död bytte det flera gånger ägare, innan det 1898 såldes till ingenjören Åke Sjögren, som lät påbörja en restaurering av slottet. Näste ägare kom att bli generalkonsul Herman Gullberg som slutförde den omfattande restaureringen av slottet och även lät införa moderniteter som vatten. Under denna period var slottet väl besökt av grekiska och rumänska kungligheter. Herman Gullberg sålde sedan på 1920-talet slottet till baron Gustaf Åkerhielm och flyttade med familjen till Tureholms slott i Trosa. 
Mälsåker köptes 1943 av den norska legationen och användes till utbildning av norska soldater, de så kallade polistrupperna. I januari 1945 fattade taket eld och slottet brann.  År 1951 blev Vitterhetsakademien ägare och ett nytt tak byggdes. På 1960-talet omvandlades slottet till arkiv och ett antal träbjälklag ersattes med betongbjälklag. 1993 påbörjade Riksantikvarieämbetet en omfattande restaurering och sedan 2006 är slottet öppet för allmänheten.

### Ägare i urval
- 1400-talet Släkten Trana
- 1532 Nils Mattson Kagg
- 1608 Hans Åkesson Soop
- 1748 Axel von Fersen d ä
- 1794 Fabian von Fersen (bror till Axel von Fersen d y)
- 1839 Louise von Fersen
- 1853 Fredrik Åkerman
- 1896 Alfred Nobel
- 1898 Åke Sjögren
- 1921 Elise och Gustaf Åkerhielm
- 1942 Norska legationen
- 1946 Tibor Genal
- 1951 Vitterhetsakademien
- 1956 Riksantikvarieämbetet tar över förvaltningen
- 2015 Statens fastighetsverk

Källa: 